# Базилевич, Василий Митрофанович
Василий Митрофанович Базилевич (31 декабря 1892 [12 января 1893] Киев — декабрь 1942, Таганрог) — советский историк, архивист, краевед, музеевед. Член и секретарь Исторического общества Нестора Летописца (1917—1930).

## Биография
Происходил из старинного купеческого рода, сын мирового судьи. Окончил I киевскую гимназию в 1910 году и историко-филологический факультет Университета св. Владимира в 1915 году, где учился у М. В. Довнар-Запольского. Участвовал в историко-этнографическом кружке, был библиотекарем историко-филологического семинара.
Печататься начал раньше своих товарищей (сборник «Молодые побеги». Вып. 1—2. 1906-11), публиковал хроникальные заметки в газете «Киевлянин» . Участвовал в неосуществлённом проекте М. В. Довнар-Запольского «Памятники по международно-правовой истории Украины, 1648—1918».
В 1919 году вместе с С. И. Масловым создал при историко-филологическом факультете Музей войны и революции, фонды которого впоследствии перешли к Истпарту). Преподавал в киевском Археологическом институте (курсы генеалогии, геральдики и сфрагистики), на Всеукраинских музейных курсах (курсы палеографии, эпиграфики, хронологии, сфрагистики, геральдики и нумизматики, 1933—1934).
Был секретарём Исторического общества Нестора Летописца и киевской краевой комиссии по охране памятников старины Наркомпроса. Под руководством Д. И. Багалия работал в ВУАН над историей декабристов на Украине, участвовал в сборниках «Декабристы на Украине» (кн. I—II. 1926—30) и «Движение декабристов» (1926).
Оставил труды по различным вопросам киевоведения, о Пушкине, Грибоедове, Гёте. Работал в Комиссии социально-экономической истории Украины и Комиссии Биографического словаря ВУАН . Обнаружил документы о пребывании на Украине Бальзака (Жизнь и революция. 1933. № 1). Опубликовал мемуары И. Руликовских (рус. Воспоминания и рассказы деятелей тайных обществ 1820-х годов Т. 2. М., 1933). Собрал библиографические материалы о связях Гоголя с украинской литературой, которые легли в основу публикации Л. М. Добровольского и В. М. Лаврова. Принял участие в подготовке многотомного сборника трудов Д. И. Багалия.
По линии киевского Дома учёных как член его экскурсионной комиссии руководил многочисленными экскурсиями в Межигорье, Кирилловской церкви, на Зверинец, на Подол, по осмотру фресок Софийского собора .
Был идеалистом, глубоко верующим человеком, выделялся на фоне тогдашней действительности. Был несколько раз арестован — в 1923 году (в связи с процессом «Центра действий», дважды), в 1932 году, 1935 году (сослан в лагерь в Иркутске). Во время ареста 1935 году была изъята его ценная библиотека (он собрал, в частности, много киевских газет за 1917—1922 годы) и протоколы Исторического общества Нестора-летописца за последние 14 лет его существования. Был сослан в Биробиджан (освобождён в 1940 году). В связи с запретом вернуться в Киев поселился в Таганроге, где получил должность заведующего музея. Успел опубликовать несколько работ из местного краеведения. 
С началом Великой Отечественной войны остался в городе, оказался в оккупации. После доноса расстрелян гестапо за попытку помешать вывозу музейных ценностей в Германию. Сохранившаяся часть архива Базилевича хранится в ЦДИАК Украины (Ф. 833).

## Память
15 января 2013 года в Киеве состоялась научно-краеведческая конференция «Грани таланта и трагизм судьбы» к 120-летию со дня рождения Василия Базилевича. Организаторами конференции выступили
- Исторический факультет Киевского национального университета им. Тараса Шевченко ,
- Историко-мемориальный музей Михаила Грушевского
- Киевская областная организация Национального союза краеведов Украины[1] .